# 維尼維尼山
15°15′08″S 70°53′07″W / 15.25222°S 70.88528°W
維尼維尼山（Wini Wini），是秘魯的山峰，位於該國東南部普諾大區，由蘭帕省的奧庫維里區負責管轄，屬於安地斯山脈的一部分，海拔高度4,800米。